# Hypena gypsophila
Hypena gypsophila är en fjärilsart som beskrevs av Turner 1903. Hypena gypsophila ingår i släktet Hypena och familjen nattflyn. Inga underarter finns listade i Catalogue of Life.